# Konrad Forenc
Konrad Forenc (Oława, 17 luglio 1992) è un calciatore polacco, portiere del Podbeskidzie.

## Palmarès

### Club

#### Competizioni nazionali
- I liga: 1

Zagłębie Lubin: 2014-2015